# Hovea rosmarinifolia
Hovea rosmarinifolia är en ärtväxtart som beskrevs av Allan Cunningham. Hovea rosmarinifolia ingår i släktet Hovea och familjen ärtväxter. Inga underarter finns listade i Catalogue of Life.